# بنك التصدير والاستيراد للولايات المتحدة
بنك التصدير والاستيراد في الولايات المتحدة هي وكالة ائتمان التصدير الرسمية التابعة للحكومة الفيدرالية للولايات المتحدة . يعمل كشركة حكومية اتحادية مملوكة بالكامل له، يساعد في تمويل وتسهيل صادرات الولايات المتحدة من السلع والخدمات وفقًا لميثاقه، لا يتنافس البنك مع مقرضي القطاع الخاص، ولكنه يوفر تمويلًا للمعاملات التي لن تحدث لأن المقرضين التجاريين غير قادرين أو غير راغبين في قبول المخاطر السياسية أو التجارية الملازمة للصفقة.
تأسس البنك عام 1934 بأمر تنفيذي . في عام 1945 ، أصبح الكونغرس وكالة مستقلة في الفرع التنفيذي. تم تأجيرها لآخر مرة لمدة ثلاث سنوات في عام 2012 وفي سبتمبر 2014 مددت حتى 30 يونيو 2015. انتهت صلاحية تفويض الكونغرس للبنك اعتبارًا من 1 يوليو 2015. ونتيجة لذلك، لم يتمكن البنك من الدخول في أعمال جديدة، لكنه واصل إدارة محفظة القروض الحالية. بعد خمسة أشهر، بعد الاستخدام الناجح لإجراء التماس التفريغ الذي نادراً ما يستخدم في مجلس النواب ، أعاد الكونجرس الأمريكي إعادة تفويض البنك حتى سبتمبر 2019 عبر قانون إصلاح النقل السطحي لأمريكا الذي تم توقيعه ليصبح قانونًا في 4 ديسمبر 2015 ، من قبل الرئيس باراك أوباما .

## روابط خارجية
- الموقع الرسمي
- بنك التصدير والاستيراد في السجل الفيدرالي